# Caravan (카라반의 음반)
| 전문가 평가 | 전문가 평가 |
| 평가 점수   | 평가 점수   |
| 출처        | 점수        |
| ----------- | ----------- |
| AllMusic    | [ 4 ]       |
| Uncut       | [ 5 ]       |

《Caravan》은 영국의 캔터베리 신 및 프로그레시브 록 밴드 카라반의 데뷔 스튜디오 음반이다. 이 음반은 1969년 1월, 영국에서, 2월, 미국에서 버브 포어캐스트를 통해 발매되었으며, 카라반이 해당 레이블에서 낸 유일한 음반이기도 하다.

## 배경
이 음반은 카라반이 소프트 머신에게 장비를 빌려 제작한 결과물로, 당시 소프트 머신은 지미 헨드릭스와 함께 미국 투어 중이었으며 그의 백라인 장비를 사용하고 있었다. 이 음반은 "비정상적으로 성숙한 음악적 성명"을 만들어냈다는 평가를 받았다. 《Caravan》은 영국과 미국 양국에서 스테레오와 모노 버전으로 발매되었으나, 차트에 오르지는 못했다.

## 곡 목록
모든 곡들은 특별한 언급이 없는 한 리처드 코글런, 파이 헤이스팅스, 리처드 싱클레어 그리고 데이브 싱클레어에 의해 작사/작곡하였다.
| #  | 제목                     | 재생 시간 |
| -- | ------------------------ | --------- |
| 1. | 〈Place of My Own〉      | 4:00      |
| 2. | 〈Ride〉                 | 3:41      |
| 3. | 〈Policeman〉            | 2:45      |
| 4. | 〈Love Song with Flute〉 | 4:09      |
| 5. | 〈Cecil Rons〉           | 4:05      |

| #  | 제목                               | 작사·작곡                                                   | 재생 시간 |
| -- | ---------------------------------- | ----------------------------------------------------------- | --------- |
| 6. | 〈Magic Man〉                      |                                                             | 4:01      |
| 7. | 〈Grandma's Lawn〉                 |                                                             | 3:23      |
| 8. | 〈Where but for Caravan Would I?〉 | 코글런, 헤이스팅스, D. 싱클레어, R. 싱클레어, 브라이언 호퍼 | 9:01      |